# Tanana
Tanana is een plaats (city) in de Amerikaanse staat Alaska, en valt bestuurlijk gezien onder Yukon-Koyukuk Census Area.

## Demografie
Bij de volkstelling in 2000 werd het aantal inwoners vastgesteld op 308.
In 2006 is het aantal inwoners door het United States Census Bureau geschat op 275, een daling van 33 (-10.7%).

## Geografie
Volgens het United States Census Bureau beslaat de plaats een oppervlakte van
40,3 km², waarvan 29,9 km² land en 10,4 km² water.

## Plaatsen in de nabije omgeving
De onderstaande figuur toont nabijgelegen plaatsen in een straal van 128 km rond Tanana.